# 홍천군·철원군·화천군·양구군·인제군
홍천군·철원군·화천군·양구군·인제군은 대한민국의 옛 국회의원 선거구이다. 당시 강원도 홍천군, 철원군, 화천군, 양구군, 인제군 일대를 관할하였다.
헌정사상 가장 면적이 넓은 지역구이다. 반면 가장 좁은 지역구는 동대문구 을이다.

## 역사
대한민국 제20대 국회의원 선거를 앞두고 인구 하한선 미달로 인해 철원군·화천군·양구군·인제군 선거구가 조정 대상이 되었다. 이에 인접한 홍천군이 편입되면서 신설되었다.
대한민국 제21대 국회의원 선거를 앞두고 속초시·고성군·양양군 선거구가 인구 하한선 미달이 되었다. 이에 자치구시군 분할을 금지한 선거법에 따라 속초시·철원군·화천군·양구군·인제군·고성군으로 선거구가 획정될 뻔했으나, 더불어민주당, 미래통합당, 민생당 등 3당 및 문희상 국회의장이 6개 시군을 관할하는 선거구가 문제가 있다는 공감대를 보이며 이 지역에 대해서만 적용되는 특례를 부칙으로 달아 춘천시 일부를 분할하여 선거구를 구성하기로 결정하였다. 이에 인제군만이 속초시·고성군·양양군 선거구로 편입되어 속초시·인제군·고성군·양양군 선거구를 구성하였으며 철원군, 화천군, 양구군은 분할된 춘천시 일부 지역과 함께 춘천시·철원군·화천군·양구군 을 선거구가 되었으며 이 과정에서 다른 지역과 분리된 홍천군은 홍천군·횡성군·영월군·평창군에 속하게 되었다.

## 관할 구역
- 홍천군 전역
- 철원군 전역
- 화천군 전역
- 양구군 전역
- 인제군 전역

## 역대 국회의원
| 선거   | 정당 | 정당     | 의원   |
| ------ | ---- | -------- | ------ |
| 2016년 |      | 새누리당 | 황영철 |

## 역대 선거 결과

### 대한민국 제20대 국회의원 선거
|  | 50.39% |

|  | 34.99% |

|  | 14.61% |